# Louis Löschner
Louis Löschner (* 30. November 1881 in Bremerhaven; † 13. März 1959 in Guttenberg, Oberfranken) war ein deutscher Architekt und Möbel-Designer.

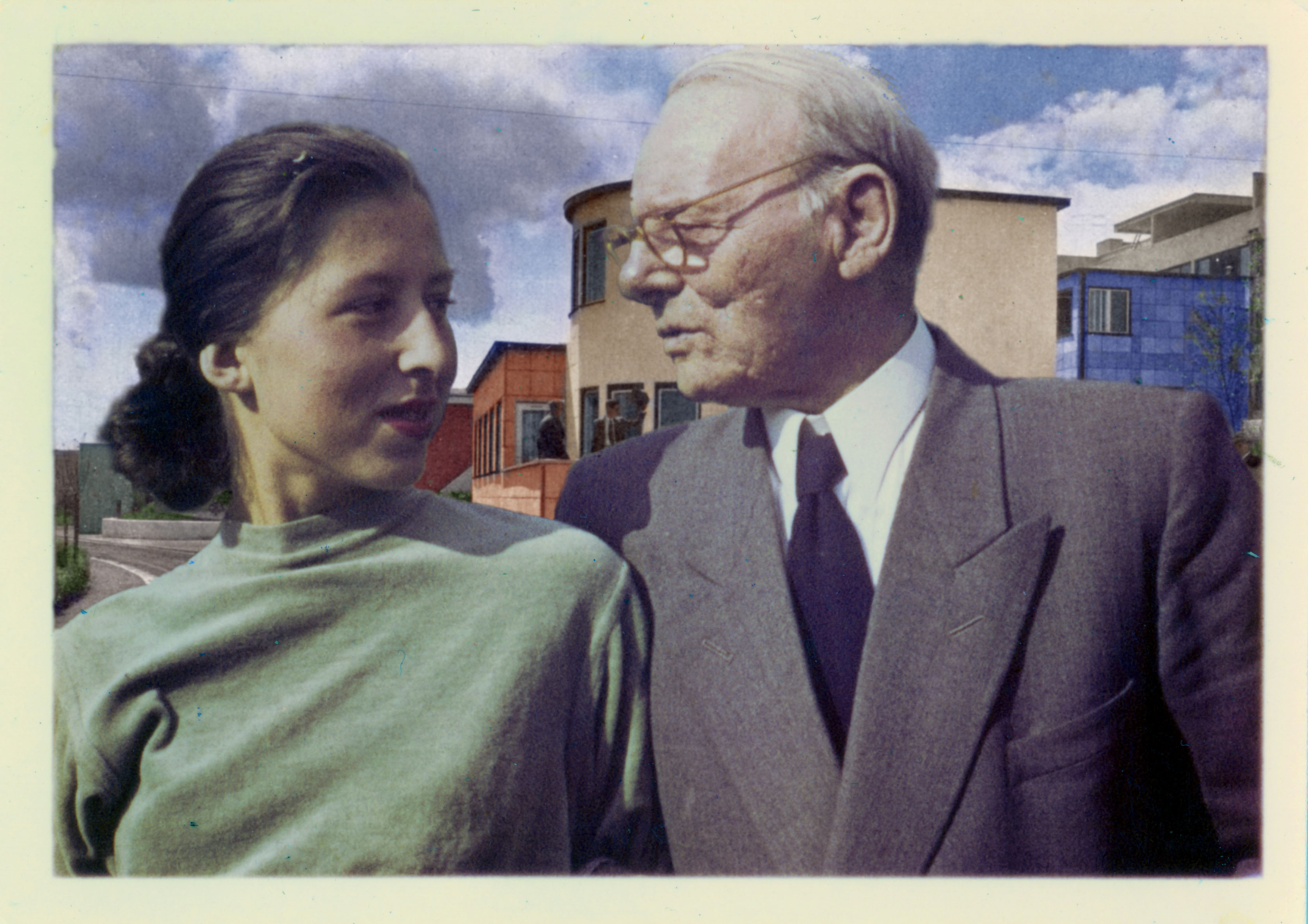
Louis Löschner mit seiner Nichte Brigitta Lewerenz, im Hintergrund die Weißenhofsiedlung

## Leben und Werk

### Kindheit und Jugend, erste berufliche Erfahrungen
Zum Ausgang des 19. Jahrhunderts profitierte Bremerhaven vom erstarkten Überseehandel und dem Durchgang von Auswanderern vornehmlich aus Osteuropa nach Amerika. Im Schiffbau und in der Errichtung von Kontorhäusern fand diese Entwicklung einen eindrucksvollen Niederschlag, gleichzeitig waren die ungünstigen sozialen Auswirkungen aus diesen Prozessen unübersehbar. Louis Löschner wuchs in diesem Spannungsfeld auf und konnte die Zusammenhänge und Wechselwirkungen aus den Wohnbedingungen einer überfüllten Stadt einerseits und den Verheißungen der Technik auf ein besseres Leben andererseits täglich erleben. Er war der Sohn des Stadtbaurats von Bremerhaven Louis Löschner (1825–1894). Durch den frühen Tod des Vaters mussten Louis und sein Bruder Theo bereits als Jugendliche zur Versorgung der Familie arbeiten gehen. In einem Baugeschäft gewann Louis erste Erfahrungen im Bauwesen und erhielt schließlich die Möglichkeit, seine Kenntnisse in Berlin zu vertiefen. Dort lernte er seine Frau Julie geborene Müller (* 27. Dezember 1885; † 6. April 1965) kennen, die ihn fortan in seinen Forschungen unterstützte.

### Berlin

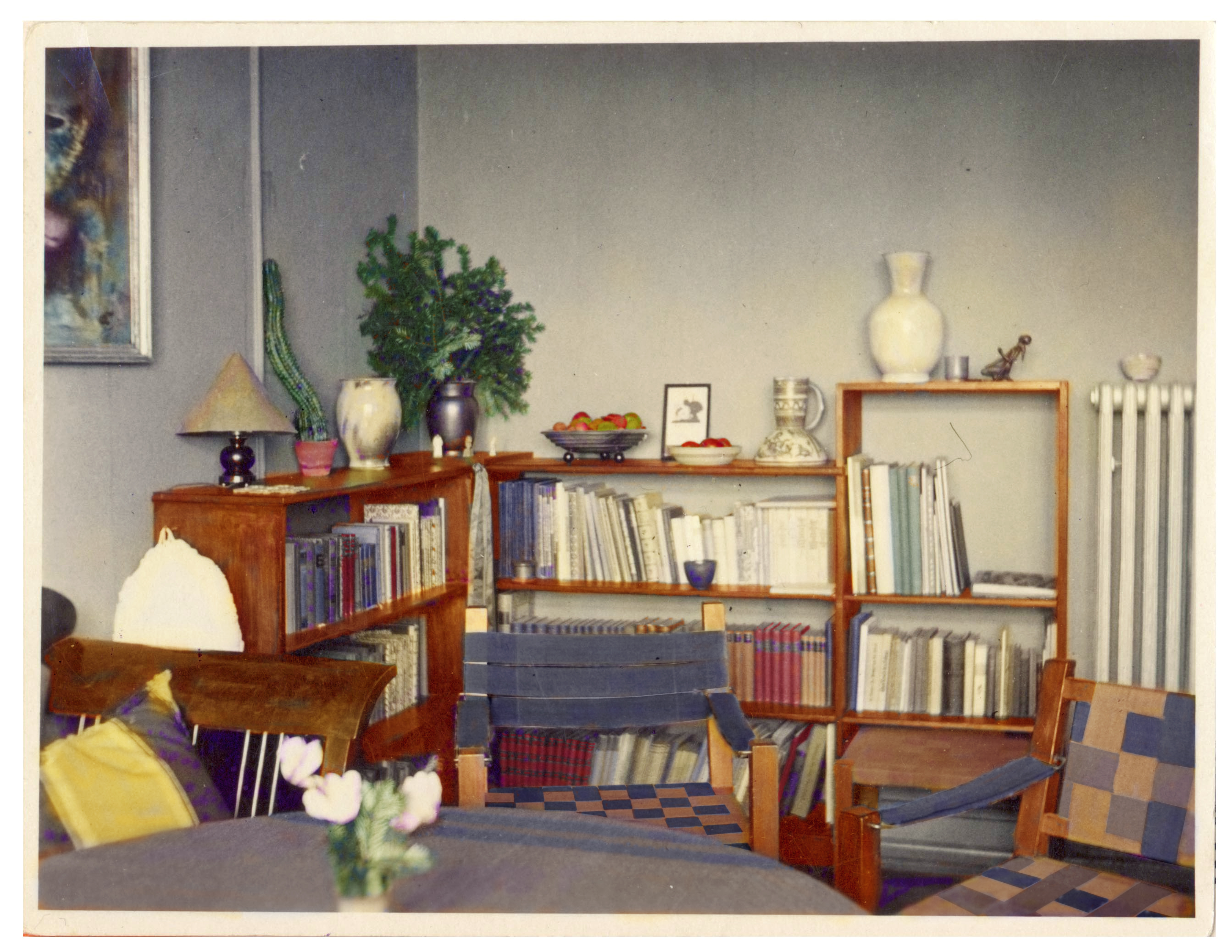
Wohnung des Raumausstatters Hermann Reinhold mit Mobiliar nach eigenen Entwürfen, ca. 1936

Die Atmosphäre Berlins beflügelte das Paar mit einem starken Optimismus. Sie besuchten Ausstellungen und Konzerte der Avantgarde und beschlossen, in einer vollkommen unbelasteten Umgebung das Leben in selbstbestimmten Bahnen im Sinne des modernen Denkens auf eigene Faust zu bewältigen. Über die Familie Julies ergab sich der Kontakt zu Hermann Reinhold in Halle an der Saale. Er war der Ehemann von Julies Schwester und betrieb in Halle ein Geschäft für Innenausstattung. Hier experimentierte er zu Beginn der 1920er Jahre mit neuartigen technischen Fügungen im Möbelbau. In rastloser Suche entstanden Synthesen prähistorischer Formgebung mit archaischen Materialien und suprematistischen Formen. Die Freundschaft mit Hermann Reinhold schärfte Löschners Interesse für den seriellen Möbelbau.

### Kanada

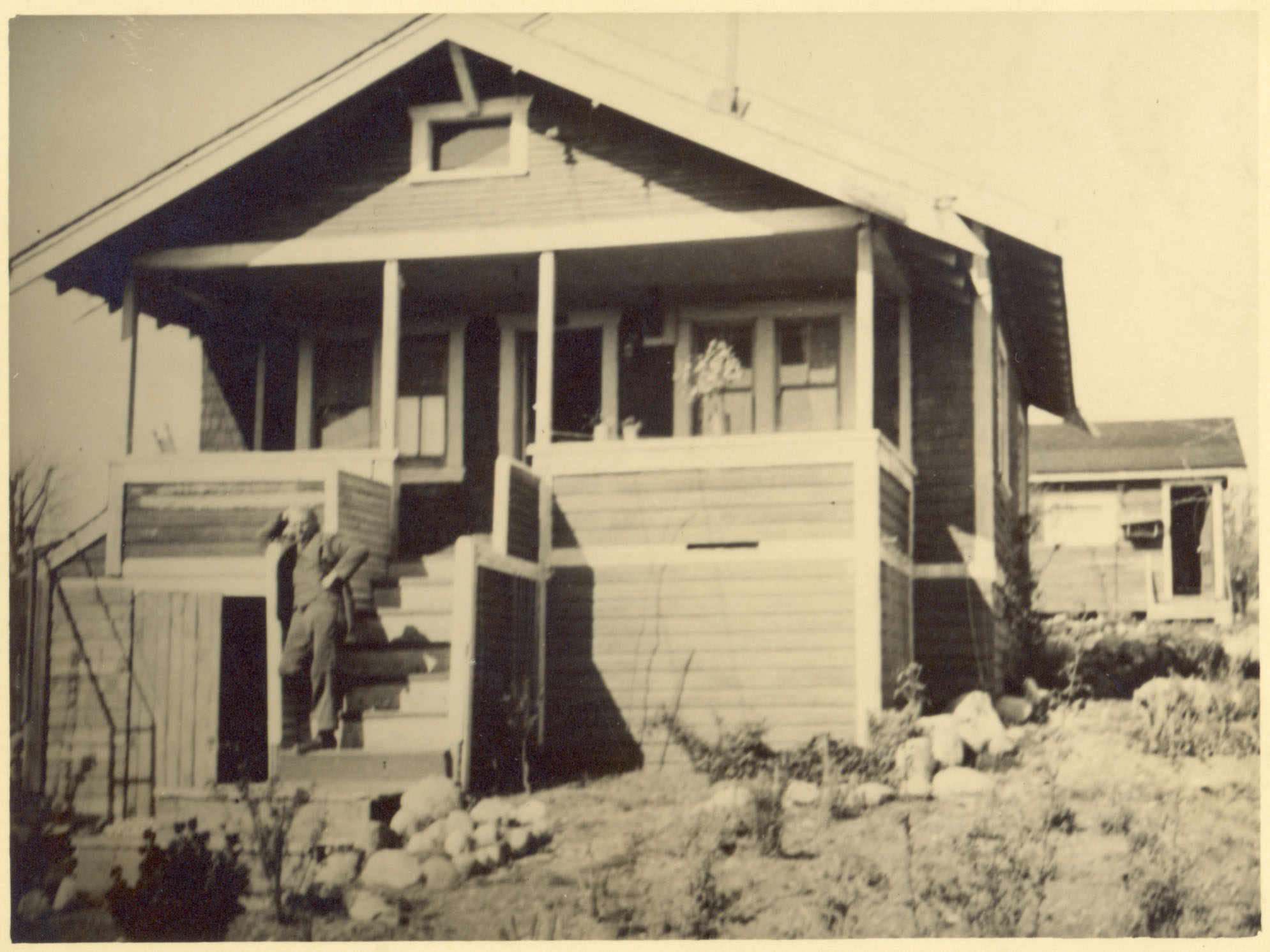
Farmhaus in Kanada, 1925

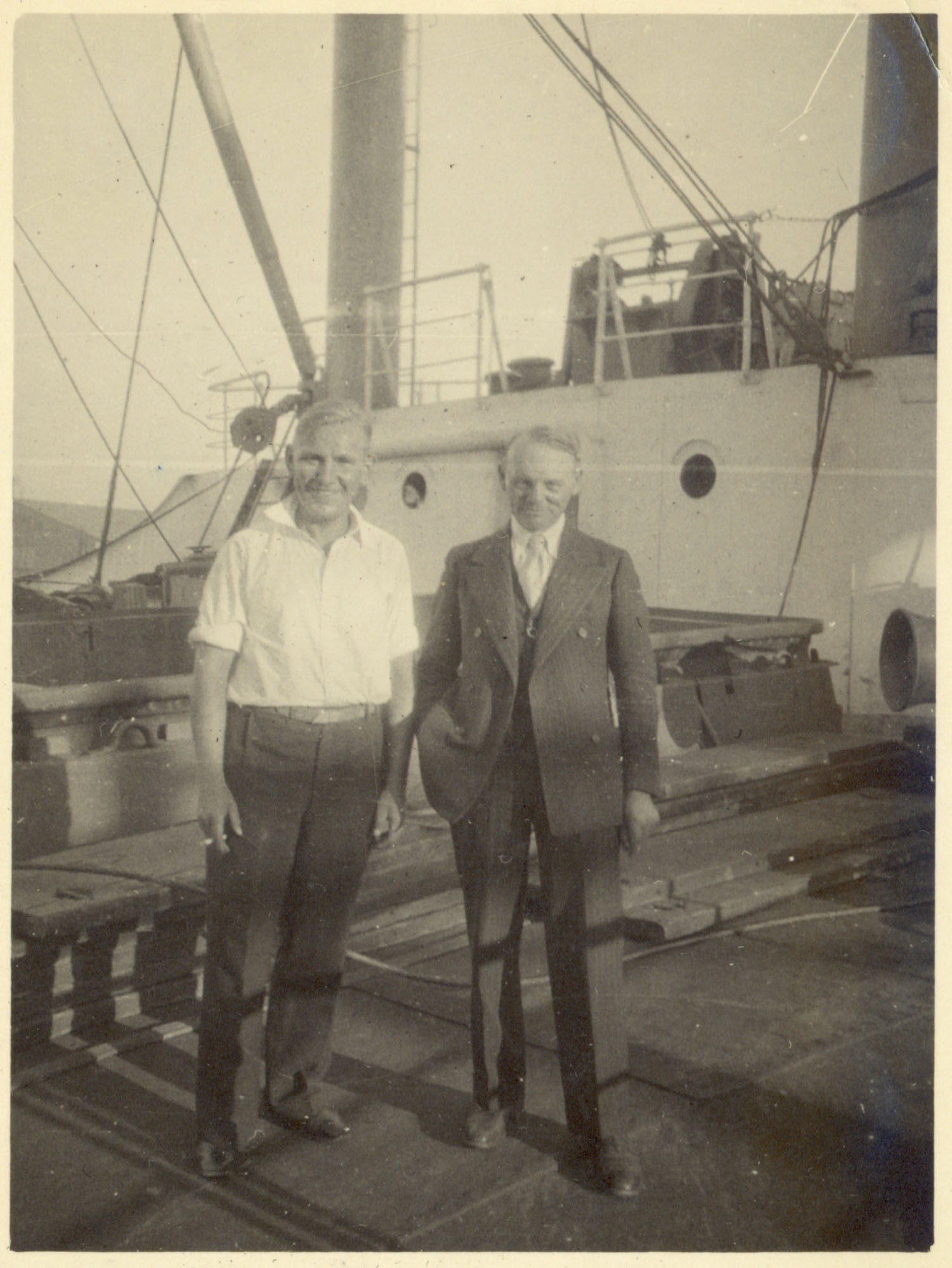
Louis Löschner während der Überfahrt von Kanada nach Hamburg, 1936

Nach dem Kriegsdienst bei der Marine im Ersten Weltkrieg versuchte Louis Löschner, mit seiner Frau im Baltikum eine neue Existenz aufzubauen. Deutschland erschien ihm zu stark in Widersprüchen zwischen neuen Tendenzen und reaktionärem Beharren verstrickt. 1925 beschloss das Paar, in Kanada eine Farm aufzubauen und dort ihre Vorstellungen von Freiheit zu verwirklichen. Nach dem Prinzip der Vorfertigung entstand dort nach den Entwürfen Löschners ein Bauensemble aus mehrschichtigen Holzwerkstofftafeln mit strikter Funktionstrennung. Die Formensprache lehnte sich an anonyme Konzepte kanadischer Architektur an. Die Weltwirtschaftskrise belastete das Unternehmen erheblich, so dass sich Louis Löschner und seine Frau Julie 1936 zur Rückkehr nach Deutschland entschlossen.

### Berlin
Nach der Auflösung des Bauhauses und der Zerschlagung der modernen Bewegung durch die Kulturpolitik Alfred Rosenbergs konnten einige Protagonisten der Avantgarde in Planungsbüros unterkommen, die mit Projekten der Luftwaffe und der Reichsautobahnen beschäftigt waren. Löschner trat in das Büro Scheiding ein, um dort an der Projektierung von Industrie- und Handelsbauten mitzuwirken.

### Dessau – Berlin – Guttenberg

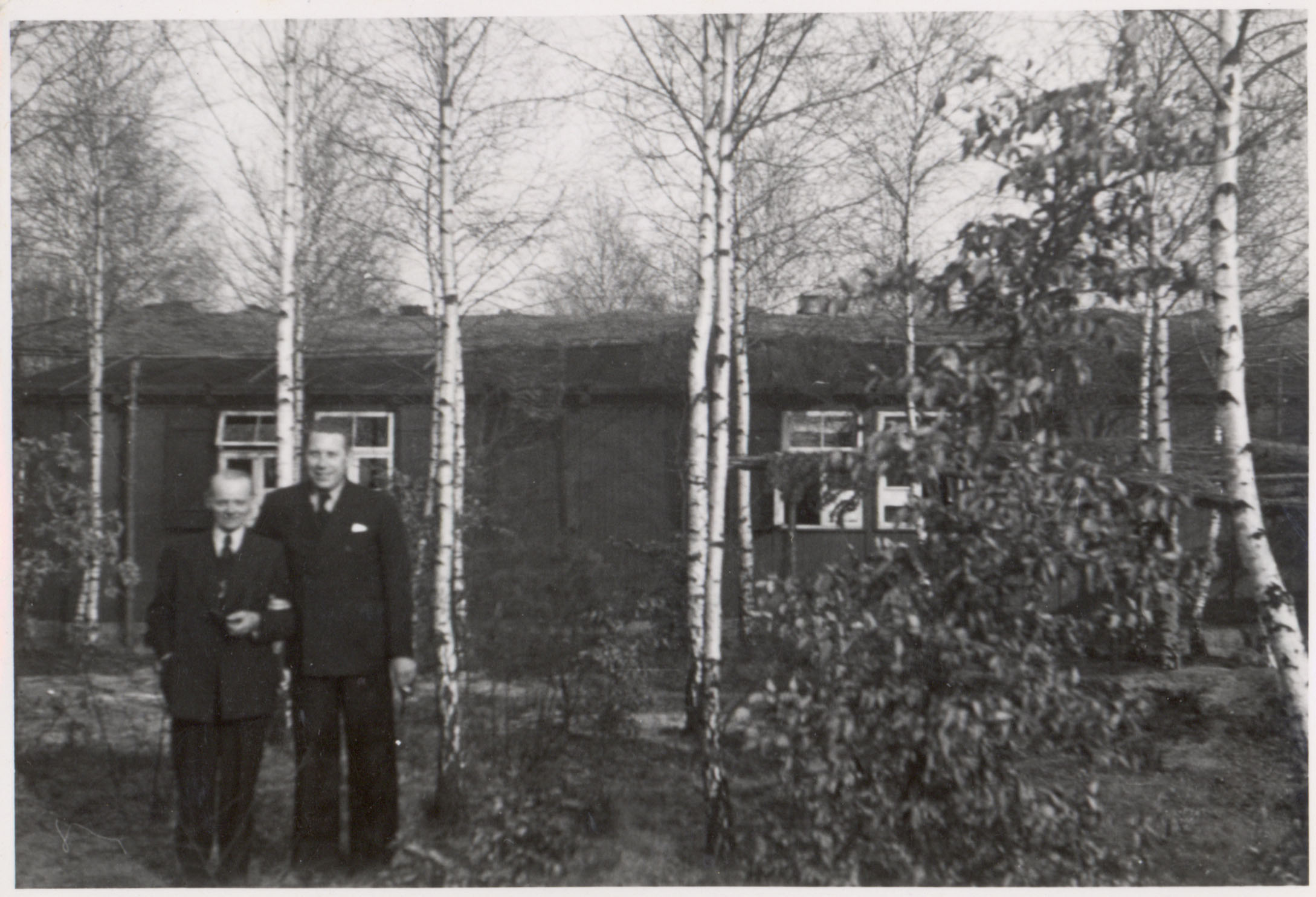
Louis Löschner vor einem Behelfsbau für Ausgebombte in Dessau, 1944

Bei einem Bombenangriff wurde das Privatarchiv von Louis Löschner in Berlin vernichtet. Kriegsbedingt wurde auch das Planungsbüro nach Dessau verlegt. In Dessau entstanden provisorische Unterkünfte für die ausgebombte Bevölkerung. Dessau wurde nach dem 8. Mai 1945 durch US-amerikanische Truppen besetzt. Die Englischkenntnisse aus der Zeit in Kanada sicherten zunächst Löschners Überleben. Mit der Übergabe Sachsen-Anhalts an die Sowjetarmee setzte sich das Paar erneut ab und begab sich in die Heimat von Julie. Nach 1947 wurde Louis Löschner erneut für das Büro Scheiding in Berlin tätig. Seinen Ruhestand verbrachte das Paar schließlich in Guttenberg.

## Forschungen
Im Werk Löschners finden Gedanken ihren Niederschlag, die sich aus der lebenslangen Mobilität entwickelt haben, so z. B. Industrialisierung des Bauens, Zellenbauweise und zerlegbare Möbel.

### Industrialisierung des Bauens

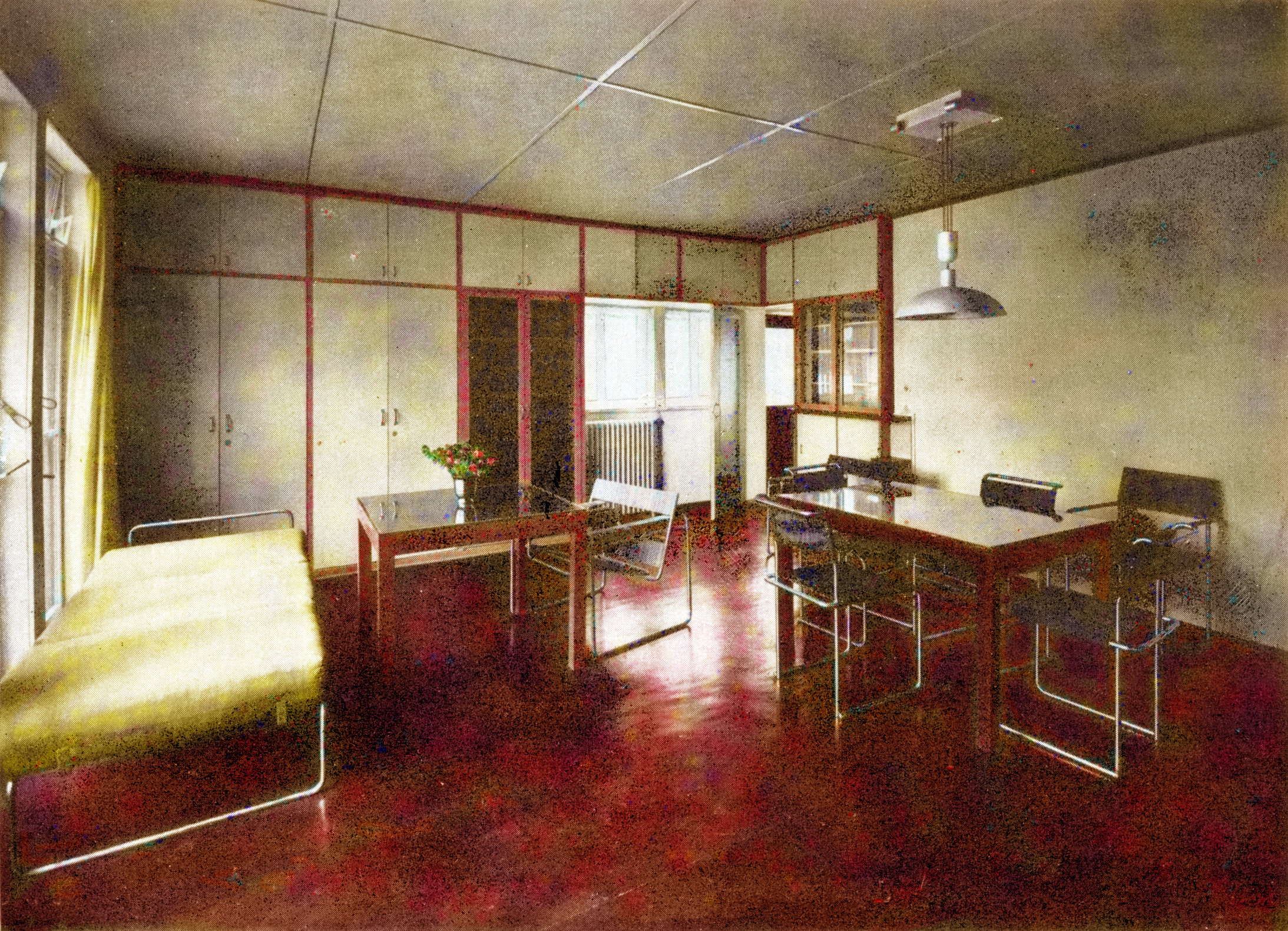
Innenraum des Fertigteilhauses von Walter Gropius in der Weißenhofsiedlung, 1937

Durch den Kontakt mit dem Gedankengut Ludwig Mies van der Rohes erkannte Löschner, dass die handwerkliche Fertigung der Wohnbauten zwar den beteiligten Firmen ein sicheres Auskommen ermöglichte, die Herstellung des Wohnraums jedoch soweit verteuerte, dass an eine kurzfristige Verbesserung der allgegenwärtigen prekären Wohnbedingungen nicht zu denken war. Er erkannte ein zukunftsträchtiges Konzept in der Holztafelbauweise, wie sie in Amerika praktiziert wurde. Auf großes Interesse stieß das vollständig vorfabrizierte Wohnhaus, das Walter Gropius für die Stuttgarter Weißenhofsiedlung baute und die Anforderungen des Brand- und Wärmeschutzes durch den Einsatz neuartiger mineralischer Baustoffe löste.

### Zellenbauweise
Angeregt durch sein eigenes bewegtes Leben untersuchte Löschner die Frage, wie Umzüge mit dem gesamten Hausrat ermöglicht werden können. Insbesondere die großen Ozeanschiffe bestätigten den Sachverhalt, dass eine vollständige und individuelle Wohnungseinrichtung mobil über die gesamte Welt transportiert werden kann. Dabei kam es darauf an, die technischen Anschlüsse und Sanitärräume in einem ortsfesten Kern zu konzentrieren, an den bewegliche Zellen angeschlossen werden können. Die Zellen wurden in eine regalartige Struktur aus Betondecken und Stützen eingeschoben, die ausschließlich den Brandschutz von Stockwerk zu Stockwerk sicherstellt. Durch die Bombenangriffe des Zweiten Weltkriegs sah der dieses Konzept bestätigt, da Betonskelettbauten die Verwüstungen durch Brand- und Sprengbomben am besten überstanden haben.

### Zerlegbare Möbel

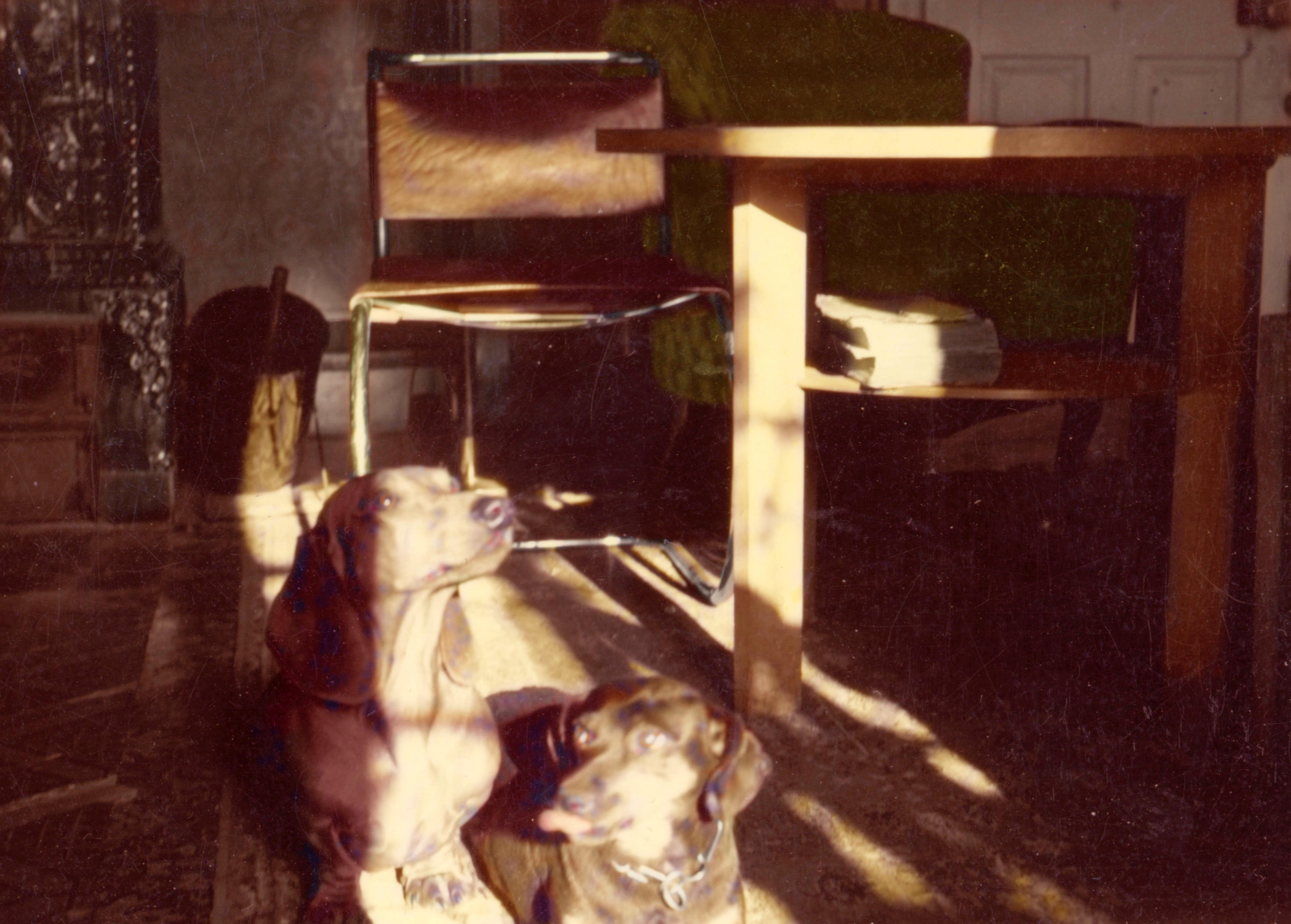
Wohnung von Louis Löschner in Guttenberg, 1951 – rechts der zerlegbare Tisch aus dem Jahr 1928

Im Nachlass Löschners hat sich aus der Zeit des Bauhauses ein Tisch erhalten, der das Konzept des zerlegbaren Möbels erläutert: Um die Kosten für den Verbraucher zu senken, sollte auch im Möbelbau eine radikale Abkehr von der handwerklichen Herstellungsweise stattfinden. Nicht mehr das Möbel ist das Ziel der Herstellung, sondern seine Einzelteile, die steckbare Module darstellen. Das einzelne Modul weist die erforderlichen Aufnahmen der Verbindungen auf und ist in den Oberflächen sogar hochwertiger als ein handwerklich gefertigtes Stück, da die Teile unter idealen Bedingungen in Serie produziert werden. Der Kunde erhält die Ware in einem flachen Karton und sichert die Bauteile durch wenige mitgelieferte, verdeckt angeordnete Schrauben. Zur Montage ist nur ein Schraubenzieher notwendig, handwerkliches Geschick erübrigt sich vollkommen.